# 빗물처럼

《빗물처럼》은 SBS에서 2000년 11월 12일에 방영된 창사 특집 드라마로, 우리 삶에서 어쩔 수 없는 운명 같은 상흔에 대한 이야기다.

## 등장 인물
- 배종옥 : 미자 역

어릴적 목욕물을 데우던 가마솥에 빠져 얼굴과 손발을 빼고는 심한 화상을 입은 여자다. 한때 진정 사랑했다고 믿었던 남자가 떠난 뒤 절망속에 혼자 낳은 갓난아이를 원망의 대상이었던 부모에게 떠맡긴 채 부두가 술집을 지키고 있는 그녀는 웃음은 팔아도 정작 몸을 팔 수 없는 작부다.
- 정웅인 : 지인 역

지방대 시간강사. 어여쁜 아내와 귀여운 자식을 키우며 행복하게 살던 그는 사고로 혼수상태에 빠진 자식의 고통을 덜어주기 위해 자신의 손으로 산소호흡기를 떼어낸 죄책감에 아내와 별거 중이다.